# Amazon Glacier
Amazon Glacier és un servei d'emmagatzematge en el núvol d'Amazon i forma part de la família de serveis d'AWS (Amazon Web Services). Aquest servei web proporciona emmagatzematge de baix cost per a l'arxiu de dades i còpies de seguretat dels usuaris en general, encara que tinga com a principal objectiu les empreses.
Aquest servei està pensat per a treballar com a sistema d'emmagatzematge de dades als quals s'accedeix amb poca freqüència, ja que els temps de recuperació poden ser d'una duració de diverses hores (entre 3 i 5). La idea és disposar d'un lloc segur i durador, en el qual guardar grans quantitats de dades com a còpies de seguretat, en cap cas per a treballar constantment amb elles.
Alguns usos per als quals Glacier podria estar recomanat serien l'emmagatzematge de fotografies i vídeos per part de professionals del sector, dades de recerca per part d'institucions científiques, dades per part d'organitzacions governamentals o educatives, etc.

## Emmagatzematge
Les dades en Amazon Glacier s'emmagatzemen com a arxius. Aquests arxius poden compondre's de qualsevol tipus de dades, com una imatge, un video o un document. A cada arxiu se li assigna un ID d'arxiu únic i el contingut de l'arxiu és immutable, és a dir, no es pot actualitzar una vegada creat, ID que també pot ser utilitzat posteriorment per a recuperar les dades. Un arxiu pot representar un sol arxiu, o una combinació d'arxius que es van carregar com un únic arxiu de tipus TAR o ZIP. Els arxius es carreguen a magatzems, que són utilitzats per a organitzar les dades. Es poden crear fins a 1.000 magatzems per compte i regió.
El servei, no imposa mínims ni màxims quant a la quantitat total de dades emmagatzemades, encara que la grandària màxima per arxiu és de 40 TB. És possible emmagatzemar pràcticament tota mena de dades en qualsevol format.
Amazon no ha revelat quina tecnologia usa per a emmagatzemar les dades, però un ex empleat d'Amazon sosté que Glacier s'executa en "components de maquinari bàsics de baix cost". Es tractaria d'un maquinari personalitzat. Aquest maquinari estaria optimitzat per a baixa potència i baixa velocitat, la qual cosa conduirà a un augment de l'estalvi de costos per l'estalvi d'energia i una major vida de la unitat. Tot açò justificaria que Glacier siga tan barat.

## Cost
La càrrega de dades a Amazon Glacier és gratuïta però la resta de serveis (emmagatzematge, desgarga, eliminació i transferència d'arxius) tenen un càrrec. L'obtenció del preu del cost del servei d'Amazon Glacier és complex i es realitza en diversos passos tenint en compte diversos factors:
El primer factor que determina els preus d'Amazon Glacier està basat en la ubicació del seu magatzem. És a dir, depenent de la regió s'aplica una tarifa o una altra.
El segon factor són els preus de l'emmagatzematge amb Amazon Glacier que comencen en 0,007 USD per GB al mes i solament es paga pel que s'utilitza.
El tercer factor que configura el preu són les sol·licituds de descàrrega i recuperació, que tenen un preu des de 0,05 USD per cada 1.000 sol·licituds. Es pot recuperar fins a un 5% de l'emmagatzematge mitjà mensual de manera gratuïta cada mes. Per a les recuperacions grans, també existeix una quota de recuperació a partir de 0,01 USD per GB recuperat i descarregat. A més, existeix un càrrec prorratejat de 0,021 USD per GB per a tots els elements que s'hagen eliminat abans de 90 dies.
Finalment, l'últim factor que pot fer variar els preus del servei són les transferències entrants i sortints de dades d'Amazon Glacier. La transferència a Amazon EC2 en la mateixa regió és lliure, mentre que la transferència de dades a una altra regió d'AWS té un càrrec des de 0,02 USD per GB. La transferència de dades des de Glacier a Internet és gratuïta fins a 1 GB al mes, després de la qual cosa l'escala de preus comença en 0,12 USD per GB.
Aquesta estructura de preus per a la descàrrega i recuperació de dades de Glacier és complexa i un simple error o malentès pot donar lloc fàcilment a un pagament pels serveis molt elevat.